# 伍爾弗漢普頓美術館
伍爾弗漢普頓美術館（Wolverhampton Art Gallery）是一座位於英國西米德蘭茲伍爾弗漢普頓的美術館。這座美術館由當地的建築家Philip Horsman創建並設計，由當地議會贊助修建。伍爾弗漢普頓美術館開幕於1984年5月。 美術館建築本身也是英國II*級保護建築。

## 外部連結
- Google Virtual Tour of Wolverhampton Art Gallery
- Wolverhampton Art Gallery website （页面存档备份，存于）
- Browse Wolverhampton Art Gallery's collection （页面存档备份，存于）
- Template:Images of England

52°35′13″N 2°07′37″W / 52.586827°N 2.127037°W